# Broughton Castle
Broughton Castle er en befæstet herregård fra middelalderen, der ligger i landsbyen Broughton, omkring 3 km sydvest for Banbury i Oxfordshire, England.
Det er hjem for Fienns-familien, der er Baroner af Saye and Sele. Det ligger på en kunstig ø og er omkringet af en bred voldgrav.
Det er en listed building af første grad, og den er åben for offentligheden over sommeren.